# 拉巴塞尔
拉巴塞尔（法語：Labassère，法語發音：[labasɛʁ]）是法国上比利牛斯省的一个市镇，属于巴涅尔德比戈尔区。

## 地理
拉巴塞尔（43°3'30"N, 0°5'47"E）面积10.09 平方千米，位于法国奧克西塔尼大區上比利牛斯省，该省份为法国西南部内陆省份，北至热尔省，西接大西洋比利牛斯省，南与西班牙接壤，东临上加龙省。
与拉巴塞尔接壤的市镇（或旧市镇、城区）包括：特雷邦斯、阿斯蒂格、巴涅尔德比戈尔、乌苏埃河畔热尔姆、讷伊、普扎克。

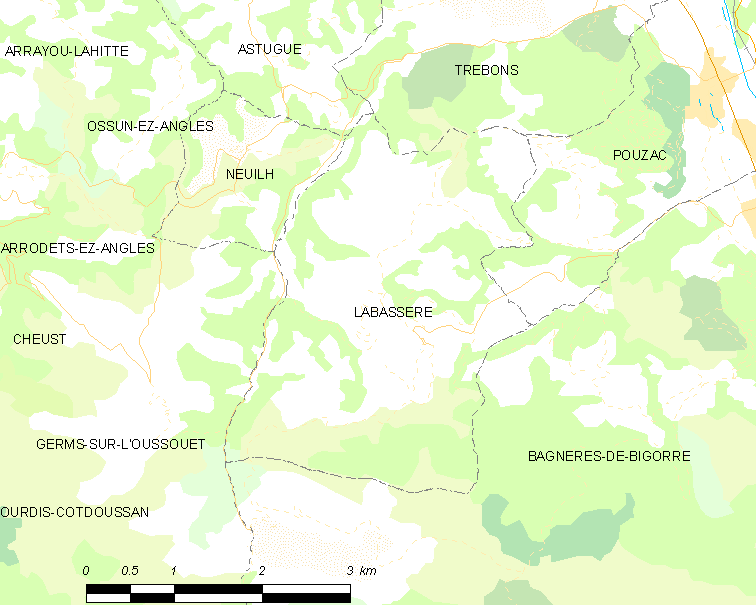
拉巴塞尔的OSM定位图

拉巴塞尔的时区为UTC+01:00、UTC+02:00（夏令时）。

## 行政
拉巴塞尔的邮政编码为65200，INSEE市镇编码为65238。

## 政治
拉巴塞尔所属的省级选区为上比戈尔县。

## 人口

1962-2008年间拉巴塞尔人口变化图示

拉巴塞尔于2022年1月1日时的人口数量为231人。